# Leonardo Valdés Romero
Leonardo Valdés Romero (8 de septiembre de 1975) es un jugador de ajedrez de Costa Rica que tiene el título de Maestro Internacional.
En la lista Elo de la Federación Internacional de Ajedrez (FIDE) de abril de 2016, tenía un Elo de 2375 puntos, lo que le convertía en el jugador número 3 (en activo) de Costa Rica. Su máximo Elo fue de 2444 puntos, en la lista del julio de 2013.

## Resultados destacados en competición
Ha sido en cuatro ocasiones Campeón de Costa Rica (años 1998, 2002, 2007 y 2012), y también campeón de América Central en las temporadas 2002-2003 y 2006-2007.
En agosto de 2012 fue subcampeón del Abierto de La Pobla de Lillet con 7½ puntos de 9, los mismos que el campeón Josep Oms pero con mejor desempate. En junio de 2013 fue tercero en el Memorial Josep Lorente con 7 puntos de 9 (el campeón fue el Gran Maestro cubano Orelvis Pérez Mitjans). En 2016 formó parte del primer equipo del Club de Ajedrez Mollet, ganador por vez primera de la División de Honor de la Liga Catalana de Ajedrez. En junio del mismo año fue tercero en el Abierto Internacional de Mollet del Vallès con 7 puntos, a un punto del campeón Rolando Alarcón.
Valdés ha participado, representando a Costa Rica, en nueve Olimpiadas de ajedrez entre 1994 y 2014 (dos veces como primer tablero), con un resultado de (+33 =27 –35), Su mejor resultado lo obtuvo en la Olimpiada de ajedrez de 2006, cuando obtuvo 7 de 11 puntos (+6 =2 -3)..